# 한구 (1636년)
한구(韓構, 1636년 ~ 1715년)는 조선 중기의 문신,서예가이다. 자는 긍세, 호는 안소당, 본관은 청주이다. 청원위(淸原尉) 경록(景祿)의 5대손으로, 입의 아들이다.

## 경력
1657년(효종 8)소과에 급제하여 진사가 되고, 1675년(숙종 1) 증광문과에 갑과로 급제하였다. 그 뒤 지평·장령·정언·헌납·집의·안주목사 등을 거쳐, 1684년 승지에 올랐다.
1689년 기사환국으로 민비(閔妃)가 폐위되고 남인이 득세한 뒤 아들 중혁(重爀)이 김춘택(金春澤) 등과 함께 민비복위를 꾀하다가 1694년 투옥되자, 이에 연좌되어 변방으로 유배되었다. 1694년 풀려나온 후 80세 때 가선대부가 되었다.

## 사후
시(詩)에 능하였을 뿐만 아니라 서예에도 뛰어나, 그가 죽은 뒤 1782년(정조 6)에 평안도관찰사 서호수(徐浩修)가 왕명을 받들어 그의 글씨를 자본(字本)으로 삼아, 평양감영에서 8만여 자의 활자를 만들어 ‘한구자(韓構字)’라 이름하여 규장각에 소장하였다.
청성부원군(淸城府院君) 김석주(金錫胄)와 친교를 맺고 있었기 때문에, 그 일족의 문집인 《잠곡집(潛谷集)》·《낙전당집(樂全堂集)》·《동강집(東江集)》 등이 모두 이 활자로 간행되었다.

## 같이 보기
- 인쇄
- 김석주